# 粗體

普通体与粗体

粗体是在正常字体样式（或字型）的基础上，通过加粗笔画实现的一种字体样式。例如，“维基百科”的粗体样式为“维基百科”。粗体的英文是bold，在字体编辑软件中，往往以B作为加粗字体功能的图标。在一些字体（如思源黑体），会分别提供一个粗体字重，来替代计算机加粗的伪粗体。
但在中國大陸，人们往往会将粗体误说成是“黑体”，或将“黑体”误说成“粗体”。这种误会可能来自人们对中易黑体的印象，因为中易黑体是很多人接触到的第一种黑体字。而中易黑体即使在不加粗的情况下，看起来也像粗体，因此给很多人留下了黑体就是粗体的第一印象。

## 伪粗体
伪粗体有多种实现方式：
穷人的粗体（poor man's bold）
这种处理方法将字体平移再叠加，于The TeXbook中提到。LaTeX代码：
\def\pmb#1{\setbox0=\hbox{#1}%
  \kern-.025em\copy0\kern-\wd0
  \kern.05em\copy0\kern-\wd0
  \kern-.025em\raise.0433em\box0 }

该方法对西文字体效果尚可，但对 CJK 字体效果却十分不理想。
描边
这种处理方法在不少图形库，例如 GDI 中出现。图形/字体渲染库在找不到粗变体的时候，便会自动描边加粗：
% 正常：我能吞下玻璃而不伤身体。\par
{\pdfliteral{0.5 g 2 Tr 0.2857 w}我能吞下玻璃而不伤身体。
\pdfliteral{0 Tr}}\par

### 脚注
1. ↑  以下的代码是 Microsoft Word 生成的 PDF 使用的值。